# Dorp en streek tv
Dorp en Streek TV is een lokale omroep gericht op Maarn, Maarsbergen, Renswoude, Scherpenzeel, Woudenberg, Rhenen Achterberg en Elst.  De omroep is begonnen in oktober 2006, maar uitzendingen in Rhenen en Elst zijn pas na die tijd begonnen.
De organisatie maakt gebruik van vrijwillige fotografen en journalisten.